# Велике Лесе
Велике Лесе (словен. Velike Lese) — поселення в общині Іванчна Гориця, Осреднєсловенський регіон, Словенія. Висота над рівнем моря: 266 м.